# نهی عبد ربه
نهی عبد ربه (به انگلیسی: Noha Abd Rabo) (به عربی: نهی صفوت حافظ عبد ربه) زاده ۲ ژانویه ۱۹۸۷ است. او تکواندوکار کشور مصر است.